# Daniel Roseingrave
Daniel Roseingrave (Londres ? v. 1655 - Dublin mai 1727) est un organiste et compositeur anglais.
Élève de John Blow et de Henry Purcell. Il est organiste de la cathédrale de Gloucester (1679- 1681), de la cathédrale de Winchester (1682-1692), de la cathédrale de Salisbury (1692-1698) et de la cathédrale Saint-Patrick de Dublin et Christ Church Cathedral (1698-1719).
Il est le père de l'organiste Thomas Roseingrave.